# Beneš-decreten

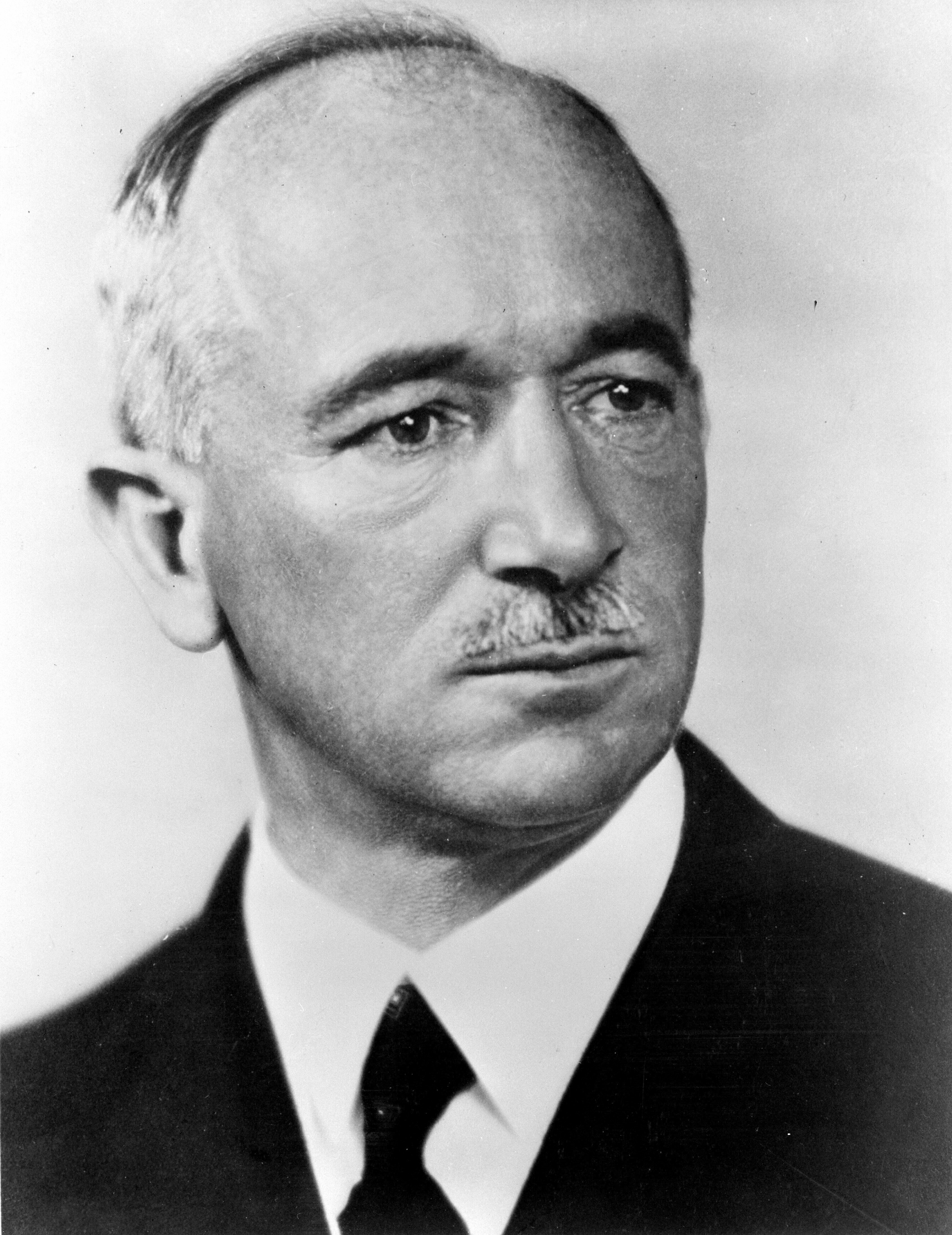
Edvard Beneš

Onder de naam Beneš-decreten zijn 143 Decreten van de president van de republiek (Tsjechisch: Dekrety presidenta republiky) bekend die zijn uitgevaardigd door de Tsjechoslowaakse regering onder Edvard Beneš tot de benoeming van de voorlopige Nationale Vergadering op 21 oktober 1945. Deze decreten werden door de provisorische Nationale Vergadering van 28 maart 1946 geratificeerd.
Acht van de 143 decreten vormden de basis voor de etnische zuivering die Tsjechoslowakije na de Tweede Wereldoorlog doorvoerde. Bij deze etnische zuivering werden 3 miljoen Duitsers en Hongaren onteigend en uit Tsjechoslowakije verdreven.
Onder de bepalingen van de decreten vielen de volgende groepen:
- degenen die bij de laatste Tsjechoslowaakse volkstelling van 1930 hadden aangegeven Duitser of Hongaar te zijn;
- degenen die door het Verdrag van München in 1938 op grond van de annexatie van hun woonplaatsen, in het Duitse Rijk waren komen te wonen en daar het Duitse staatsburgerschap was opgelegd;
- degenen die tussen 1938 en 1945 wonend op het grondgebied van het toen opgeheven Tsjechoslowakije, in het Protectoraat Bohemen en Moravië en de Republiek Slowakije, het Duitse staatsburgerschap hadden aangenomen.

De decreten gingen uit van een collectieve schuld op etnische en meer specifiek op taalbasis en troffen dus ook Duitstalige antifascisten en Joden. Zij konden een aanvraag indienen om te mogen blijven en moesten daarvoor hun onschuld en loyaliteit aan Tsjechoslowakije bewijzen in gepleegd actief verzet tegen de Duitse autoriteiten. De Joden die bij de volkstelling van 1930 hadden aangegeven Duitser te zijn vielen weliswaar ook onder de bepalingen van de Beneš-decreten, maar op 13 september 1946 werd na internationaal protest een uitzondering ingelast voor degenen die onder de Neurenberger rassenwetten als Jood golden. Ook etnische Tsjechen die in de door Duitsland, in 1938, geannexeerde gebieden (het Sudetenland) woonden en zich er op beriepen dat zij gedwongen waren geweest om de Duitse nationaliteit aan te nemen, konden herstel van hun Tsjechische nationaliteit aanvragen, en na te leveren bewijs dat zij niet hadden samengewerkt met Duitse autoriteiten, gevrijwaard worden van de bepalingen van de decreten.
Naast de onteigening van vermogen verplichtten de decreten Duitsers en Hongaren tot het moment van hun uitwijzing ook tot dwangarbeid. Alle Duitse culturele en onderwijsorganisaties werden opgeheven en hun bezittingen geconfisqueerd, waaronder de Duitstalige hogescholen in Praag en Brno (Brünn).  
De Beneš-decreten zijn ook na de Fluwelen Revolutie niet herroepen, omdat een herroeping dan zou betekenen dat de verdrevenen en hun nakomelingen dan aanspraken konden gaan doen op achtergelaten bezit. Het Slowaakse parlement bekrachtigde op 20 september 2007 daarom de decreten, hetgeen door Sudeten-Duitsers in Duitsland en de Hongaarse minderheid in Slowakije tevergeefs werd aangeklaagd. De Tsjechische regering heeft voor haar ondertekening van het Verdrag van Lissabon van 2007 een extra bepaling afgedwongen waarin het Handvest van de grondrechten van de Europese Unie voor Tsjechië buiten werking wordt verklaard ten aanzien van de onteigeningen in het kader van de Beneš-decreten.